# Federazione Italiana Sport Equestri
La Federazione Italiana Sport Equestri (FISE) è stata fondata a Roma nel 1926 e deriva dalla Società per il Cavallo Italiano (SCI). È affiliata alla Federazione Equestre Internazionale (FEI) dalla quale è riconosciuta come unica rappresentante degli sport equestri a livello olimpico per l'Italia.
Attualmente, la federazione trova nel presidente Marco Di Paola e nel segretario generale Simone Perillo i suoi massimi dirigenti.
La sede degli organi centrali della FISE è a Roma in viale Tiziano 74. Gli organi periferici sono costituiti dai comitati regionali. Dalla regione Toscana è partito un progetto pilota che ha visto la creazione di delegazioni provinciali nelle seguenti province: Arezzo, Firenze, Grosseto, Livorno, Pisa, Pistoia, Prato, Siena e Massa-Carrara. Successivamente, anche altre regioni hanno seguito l'esempio del Comitato regionale toscano.

## Discipline
Le discipline promosse dalla FISE sono
- Discipline olimpiche:
  - Concorso completo
  - Dressage
  - Salto ostacoli
  - Paradressage (paraequestre)

- Discipline non olimpiche ed attività equestri:
  - Attacchi
  - Endurance
  - Reining
  - Volteggio
  - Horse-Ball
  - Polo
  - Equitazione di campagna e turismo equestre

## Presidenti[1]
| Inizio mandato | Fine mandato | Presidente                        |
| -------------- | ------------ | --------------------------------- |
| 1926           | 1932         | Barone Luigi Ajroldi di Robbiate  |
| 1932           | 1939         | Generale Piero Dodi               |
| 1940           | 1941         | Generale Alfonso Cigala Fulgosi   |
| 1941           | 1943         | Ettore Rossi                      |
| 1943           | 1959         | Conte Ranieri di Campello         |
| 1959           | 1960         | Francesco Formigli                |
| 1960           | 1965         | Generale Tommaso Lequio di Assaba |
| 1966           | 1977         | Conte Enrico Luling Buschetti     |
| 1977           | 1977         | Giuseppe Cigala Fulgosi           |
| 1968           | 1988         | Lino Sordelli                     |
| 1988           | 1996         | Mauro Checcoli                    |
| 1996           | 2008         | Cesare Croce                      |
| 2008           | 2012         | Andrea Paulgross                  |
| 2012           | 2013         | Antonella Dallari                 |
| 2013           | 2015         | Gianfranco Ravà                   |
| 2015           | 2017         | Vittorio Orlandi                  |
| 2017           |              | Marco Di Paola                    |